# Haaniella
A Haaniella a rovarok (Insecta) osztályának a botsáskák (Phasmatodea) rendjéhez, ezen belül a Heteropterygidae családjához és a Heteropteryginae alcsaládjához tartozó nem.

## Rendszerezés
A nembe az alábbi fajok tartoznak:
- Haaniella dehaanii - szinonimája: Heteropteryx dipsacus
- Haaniella echinata
- Haaniella erringtoniae
- Haaniella grayii - szinonimája: Heteropteryx australe
- Haaniella jacobsoni
- Haaniella muelleri - szinonimák: Leocrates glaber, Leocrates mecheli, Haaniella erringtoniae novaeguineae, Heteropteryx rosenbergii, Haaniella muelleri simplex
- Haaniella saussurei - szinonimák: Haaniella echidna, Heteropteryx grayi, Heteropteryx saussurei
- Haaniella scabra